# Rob Swire
Robert Swire-Thompson (ur. 5 listopada 1982), australijski producent muzyczny, multiinstrumentalista, wokalista i muzyk. Bardziej znany jako główny wokalista i producent australijskiego drum and bass'owego zespołu Pendulum oraz jeden z producentów muzycznych duetu Knife Party. Pochodzi z Perth w Australii Zachodniej. W 2003 roku przeniósł się razem z współzałożycielami Pendulum (Gareth McGrillen i Paul "El Hornet" Harding) do Wielkiej Brytanii.
Ma siostrę Briony, która jest pracownikiem naukowym.